# Taron-Sadirac-Viellenave
 Taron-Sadirac-Viellenave  là một xã thuộc tỉnh Pyrénées-Atlantiques trong vùng Nouvelle-Aquitaine miền tây nam nước Pháp.